# Lareine
Lareine (ラレーヌ Rarēnu?) (en ocasiones estilizado como Lareine), fue un grupo de J-Rock, dentro de la escena Visual kei, que se convirtió en uno de los más representativos de este movimiento, caracterizándose por usar una estética compuesta por hermosos trajes asemejando la vestimenta típica de la aristocracia del siglo XVIII.
La voz de su vocalista Kamijo permitió abarcar varios géneros musicales, destacando rápidamente por su música de vanguardia y estilo muy propio.
Su concepto fue una dramática historia de amor relatada en cada una de sus canciones, historias que hablaban sobre el destino, el amor de una vida pasada, las flores y sobre todo el romance, encantando sobre todo al público femenino japonés. 
La banda detuvo sus actividades definitivamente a comienzos de 2007.

## Biografía

### Laliene
En agosto de 1994 Mayu y Kamijo se conocen mientras trabajan como roadies de la banda Malice Mizer. En noviembre del mismo año se juntan para formar una banda llamada Laliene ru cheri o Laliene (por la reina francesa Marie Antoinette), junto con el guitarrista Sakuren y Kyouka en la batería comienzan a tocar, aún buscando un bajista. Poco después Emiru, entra como bajista completando la conformación del grupo.
En el verano de 1995, poco antes de su primera presentación en vivo, Mayu abandona el grupo y en su reemplazo entra Hirono. En marzo comienzan sus presentaciones en vivo. El 29 de marzo, su primer demo "Detest of Doll" sale a la venta en una cantidad limitada de 100 copias. En mayo Sakureu deja la banda y Mayu regresa. Ese mismo año lanzan un segundo demo "Lucherie" a la venta. En octubre Hirono y Kyouka salen de la banda e ingresa MACHI, otro roadie de Malice Mizer, como baterista.

### Lareine
En marzo de 1996 llevan a cabo una presentación con motivo de su primer aniversario, cambian su nombre "Laliene" por "Lareine", y lanzan su sencillo "Saikai no Hana" que se distribuyó gratis con un número limitado de 100 copias. En agosto de ese año, Akira ingresa como segundo guitarrista y en diciembre lanzan su primer EP "Blue Romance" (Romance Azul). 
A principios de 1997 lanzan una nueva versión de este, esta vez en un álbum titulado "Blue Romance ~Yasashii Hanatachi no Kyousou~", que dio paso a su primer One-man. Un tiempo después Akira abandona la banda. Durante ese año la banda fue entrevistada numerosas veces, entre ellas, una entrevista en la revista "Fool's Mate vol.192".
1998 estuvo lleno de conciertos para la banda. En marzo lanzaron otro demo-tape, y luego, ese mismo año, lanzaron los sencillos "Fleur" y "Metamorphose". También estuvo marcado por el aniversario de su Fanclub oficial, bautizado después tras el lanzamiento de "Fleur", con el mismo nombre del sencillo, que en francés significa Flor.
En enero de 1999, Lareine firma con Sony Music Entertainment Japan. Durante ese año hacen tres giras, una gran cantidad de conciertos y lanzan algunos singles; "Fiançailles", "Billet" y "Fuyu Tokyo". El 24 de noviembre es abierta su página oficial "lareine.net", actualmente inactiva.

### Kamijo como solista en Lareine
En febrero del 2000 lanzan su segundo álbum titulado "Fierte no Umi to Tomo ni Kiyu ~The Last of Romance~", sin embargo en agosto Machi, Mayu y Emiru abandonan la banda; Emiru por diferencias musicales, mientras Machi y Mayu no querían estar en una banda incompleta. 
Juntos realizaron un último concierto solo para los miembros del Fan Club.
Kamijo, aunque estaba solo en la banda, el mismo año lanzó un sencillo y el álbum Scream (Con una edición limitada llamada Vampire Scream), bajo el sello discográfico "Applause Records".
Finalmente en junio de 2001, Kamijo detiene las actividades del grupo y comienza a trabajar en una nueva banda con Mayu llamada New Sodmy. Pero al año siguiente, tras lanzar algunos singles y dos álbumes, ambos dejan New Sodmy.
Sin embargo, casi dos años después de la pausa de actividades, en noviembre de 2002, lanzan un nuevo sencillo; "Chou no Hana". Todos los antiguos miembros de Lareine participaron en su grabación. La pausa y los otros proyectos, derivaron a los miembros a reflexionar en sus habitaciones.

### Reunión del grupo
El 26 de marzo de 2003 Emiru anunció que se estaría reunido con Lareine, y la banda se estaría reagrupando otra vez. De todos modos, Machi no regresó y en su reemplazo entra un nuevo baterista, Kazumi. El 17 de mayo, durante un concierto Mayu se reúne también con el grupo. Durante ese año lanzan una recopilación de los grandes éxitos de la banda en dos álbumes titulados "Reine de Fleur I" y "Reine de Fleur II". El 5 de septiembre de 2004 lanzan un nuevo álbum, "Never Cage".
El 2005 estuvo lleno de entregas por parte de la banda. El 31 de agosto lanzaron 2 DVD: "Kamijo in Vienna", un DVD grabado durante la carrera de solista de Kamijo, y que sólo contó con 500 copias; y "Live Document Film in Tokyo Kinema Club", que además venía con 2 nuevos miniálbumes; "Tour Through a Deep Forest ~ 2005-original Sound Track", con 9 temas instrumentales y "Reincarnation", que contenía reediciones y remixes de los éxitos de la banda.
El 27 de noviembre lanzaron dos maxisencillos con DVD extra, "Cinderella Fantasy" y "Yuki koi shi" o "Doukeshi no bukyoku".
El 1 de marzo de 2006, cuando Kazumi decide dejar la banda, reclutan a su roadie Kazami como baterista de soporte y continuaron tocando. El 18 de marzo lanzan el sencillo "Sakura/Drama", una reedición del sencillo "Drama/Sakura" lanzado en diciembre de 2005, además de un mini álbum de covers de Ribbom y New Sodmy titulado "Winter Romantic". y el 26 del mismo mes otros dos lanzamientos, ´´"Deep Forest-Live at 2005.10.16 Shibuya O-East-", un CD en vivo que contenía 2 discos y un booklet de 16 páginas, como el título dice, fue grabado el 16 de octubre en su concierto en Shibuya O-East. Y el álbum "Imperial concerto"; una colección de singles. En octubre, luego de que la banda informara a sus fanes que pausaría sus actividades de forma indefinida, puesto que no se sabía de Mayu desde julio y no creían poder seguir sin él, finalmente anuncian su separación. Su última presentación oficial fue el 31 de octubre de 2006 en el Club Citta Kawasaki, con Hizaki como miembro de soporte en la guitarra. En febrero del 2007, la banda se separa oficialmente, y los integrantes siguen sus propios proyectos personales.

### Después de Lareine
El vocalista Kamijo y Hizaki, formaron la banda Versailles, con la que han tenido gran éxito, EMIRU cambió su nombre a Run y anunció que seguiría su carrera como bajista de la banda Anubis y el baterista KAZUMI terminó su carrera musical tras el último concierto de Lareine.

## Miembros
- Kamijo – Voz (También parte de New Sodmy y Versailles)
- Emiru – Bajo (parte de la banda Anubis)

### Exmiembros
- Mayu – Guitarra (También parte de New Sodmy)
- Kazumi – Batería (Parte de las bandas "RIBBON" y "ORIVIA")
- Hirono – Guitarra
- Akira – Guitarra
- Machi – Batería (Parte de la banda Chanton L'amour)
- Sakureu – Guitarra
- Kyouka – Batería (Parte de la banda Eliphas Levi)

### Miembros de soporte
- Naomi - Teclado (Miembro de NOISE FACTORY)
- Kazami (風弥?) - Batería (Miembro de Daizy Stripper, y ex Clavier)
- Motoki - Guitarra (Miembro de D'AIR y Visui)
- Hizaki - Guitarra (Miembro de Versailles, ex HIZAKI grace project)

## Discografía
- 1997: Blue Romance ~Yasashii Hanatachi no Kyousou~
- 2000: Fierte no Umi to Tomo ni Kiyu ~The Last of Romance~
  - Scream
- 2004: Never Cage